# ヘヴン (映画)
『ヘヴン』（Heaven）は2002年のドイツ・アメリカ合衆国・イギリス・フランスのドラマ映画。
ポーランドの映画監督クシシュトフ・キェシロフスキと脚本家クシシュトフ・ピエシェビッチは、「天国」「地獄」「煉獄」を題材にした三部作を制作する予定であった。しかし、1996年のキェシロフスキの急死によって、脚本が唯一完成していた「天国」篇である本作は、ドイツ人監督トム・ティクヴァの手によって映画として実現した。「地獄」篇はダニス・タノヴィッチ監督で『美しき運命の傷痕』として2005年に映画化されている。

## ストーリー
イタリア・トリノで英語教師をしているフィリッパは、大企業の社長ヴェンディーチェのオフィスに時限爆弾を仕掛ける。ヴェンディーチェは麻薬売買の黒幕で、フィリッパの夫は中毒死しており、学校の生徒たちも何人か破滅させられていたのだ。しかし策略は失敗に終わる。死んだのはたまたまビルを訪ねてきていた父と幼い二人の娘たち、掃除婦という罪のない4人だったのだ。カラビニエーリ（国家憲兵隊）に逮捕されたフィリッパははじめてそれを知り、罪の重さに気絶してしまう。取調べの通訳をする若いカラビニエーリの一人フィリッポは、そんなフィリッパに魅かれ、密かに逃亡の手助けを申し出る。

## キャスト
- フィリッパ・パカード - ケイト・ブランシェット
- フィリッポ・ファブリッツィ - ジョヴァンニ・リビシ
- フィリッポの父 - レモ・ジローネ（イタリア語版）
- レジーナ - ステファニア・ロッカ： フィリッパの友人。
- アリエル - アレッサンドロ・スペルドゥーティ（イタリア語版）
- ピニ警視 - マッティア・スブラジア（イタリア語版）
- ヴェンディーチェ - ステファノ・サントスパーゴ
- 検察官 - アルベルト・ディ・スタシオ（イタリア語版）